# San Antonio Huitepec
San Antonio Huitepec là một đô thị thuộc bang Oaxaca, México. Năm 2005, dân số của đô thị này là 4303 người.